# Kepler-Poinsotov polieder
Kepler-Poinsotov polieder (tudi Kepler-Poinsotovo telo) je v geometriji katerikoli od štirih pravilnih steliranih poliedrov. Dobimo jih z  steliranjem pravilnih konveksnih dodekaedrov in ikozaedrov. Od teh se razlikujejo v tem, da imajo pentagramske stranske ploskve ali slike oglišč.
Štirje Kepler-Poinsotovi poliedri so prikazani na zgornji sliki. Vsakega izmed njih lahko identificiramo s Schläflijevim simbolom v obliki {p, q} in njegovim imenom. 

## Značilnosti

### Eulerjeva karakteristika
Kepler-Poinsotovi poliedri prekrivajo sfero več kot enkrat, tako da središča stranskih ploskev delujejo kot navite točke v sliki, ki imajo petkotne stranske ploskve in oglišča v drugih. Zaradi tega niso nujno topološko enakovredne sferi kot so platonska telesa. Odnos:
{\displaystyle \chi =V-E+F=2\!\,}
vedno ne velja. Po Schläfliju velja, da morajo imeti vsi poliedri χ = 2. On je tudi zavračal zamisel o tem, da sta mali stelirani dodekaeder in veliki dodekaeder prava poliedra, kar pa nikoli ni bilo splošno priznano.
Popravljeno obliko Eulerjeve karakteristike z uporabo gostote D pripadajočih slik oglišč dv in stranskih ploskev df je podal angleški matematik Arthur Cayley (1821 – 1895). Izraz velja za konveksne poliedre (kjer so faktorji popravkov vsi enaki 1) in za Kepler-Poinsotove poliedre:
{\displaystyle d_{v}V-E+d_{f}F=2D\!\,.}

### Dualnost
Kepler-Poinsotovi poliedri nastopajo v dualnih parih.
- mali stelirani dodekaeder in veliki dodekaeder.
- veliki stelirani dodekaeder in veliki ikozaeder.

### Pregled
| ime                         | slika | sferno tlakovanje | diagram stelacije | Schläflijev {p,q} in Coxeter-Dinkinov diagram | stranske ploskve {p} | robovi | oglišča {q} slika oglišč | χ  | gostota | simetrija | dualni                      |
| --------------------------- | ----- | ----------------- | ----------------- | --------------------------------------------- | -------------------- | ------ | ------------------------ | -- | ------- | --------- | --------------------------- |
| mali stelirani dodekaeder   |       |                   |                   | {5/2,5}                                       | 12 {5/2}             | 30     | 12 {5}                   | -6 | 3       | Ih        | veliki dodekaeder           |
| veliki dodekaeder           |       |                   |                   | {5,5/2}                                       | 12 {5}               | 30     | 12 {5/2}                 | -6 | 3       | Ih        | mali stelirani dodekaeder   |
| veliki stelirani dodekaeder |       |                   |                   | {5/2,3}                                       | 12 {5/2}             | 30     | 20 {3}                   | 2  | 7       | Ih        | veliki ikozaeder            |
| veliki ikozaeder            |       |                   |                   | {3,5/2}                                       | 20 {3}               | 30     | 12 {5/2}                 | 2  | 7       | Ih        | veliki stelirani dodekaeder |

## Odnosi med pravilnimi poliedri
| Naslednji imajo iste ureditve oglišča:                                       | Naslednji imajo isto razvrstitev oglišč in razvrstitev robov: |
| ---------------------------------------------------------------------------- | ------------------------------------------------------------- |
| ikozaeder, mali stelirani dodekaeder, veliki ikozaeder in veliki dodekaeder. | mali stelirani dodekaeder in veliki ikozaeder.                |
| dodekeder in veliki stelirani dodekaeder.                                    | ikozaeder in veliki dodekaeder.                               |